# Òrgan de Corti

Òrgan de Corti:
1: Perilimfa, 2: Endolimfa.
3: Membrana tectòria.
4: Òrgan de Corti: Cèl·lules ciliades: 5: interna, 6: externes, 7: Pilar intern, 8: Pilar extern, 9: Cèl·lules de Deiters, 10: Cèl·lules de Hensen, 11: Cèl·lules de Claudius.
12: Membrana basilar, 13: Conducte coclear, 14: Túnel de Corti, 15: Túnel del solc espiral intern, 16: Rampa timpànica, 17: Làmina espiral òssia. 18: Branques del nervi coclear: 19: Fibres eferents, 20: Fibres aferents.

Esquema del laberint membranós, amb dos seccions: d'un conducte semicircular i de part de la còclea:
1: Perilimfa, 2: Endolimfa.
3: Conductes semicirculars.
8: Vestíbul.
17: Còclea: 18: Rampa timpànica, 19: Rampa vestibular, 20: Conducte coclear, 21: Òrgan de Corti.
Altres: 22: Orella mitjana: 23: Estrep, 24: Caixa timpànica. En verd: Nervis (facial, branques del vestibular, inici del coclear). En groc: Os temporal. Moviment transmès per l'estrep a la perilimfa de les rampes: Fletxes vermelles

L'òrgan de Corti forma l'estructura sensorial de l'audició. Està format per una estructura epitelial situada sobre la membrana basilar, localitzat en el conducte coclear (orella interna), i és l'òrgan de l'oïda dels mamífers. La còclea transforma els sorolls en missatges nerviosos i els envia al cervell.
Conté les cèl·lules ciliades que són les encarregades de transformar les vibracions del so transmeses pel líquid a la còclea en impulsos nerviosos que arriben al cervell. Les cèl·lules ciliars internes i externes es diferencien en la posició i l'organització de les cèl·lules de suport. La tipologia de les cèl·lules de suport es presenta a les propietats mecàniques reals que es necessiten pels moviments induïts per als sons alts, especialitzats dins de l'òrgan de Corti.
En els humans, l'òrgan de Corti es troba entre la membrana basilar i la membrana tectòria. Al seu interior, s'hi troben les cèl·lules receptores (aproximadament 24.000 cèl·lules ciliades disposades en quatre llargues files). Aquestes poden ser medials o laterals; les medials seran les que estan disposades en una sola fila que abasta tota la longitud del conducte del cargol i representen un 90% de les fibres del nervi coclear, mentre que les laterals estan organitzades en tres files.
La llargada aproximada de la còclea és d'uns 33 mm en dones i d'uns 34 mm en homes. Està organitzada de forma tonotòpica, és a dir, diferents freqüències d'ones sonores interactuen amb diferents ubicacions de l'estructura. La base de la còclea, la més propera a l'oïda externa, és la més rígida i estreta i és on es transdueixen els sons d'alta freqüència (sons aguts), l'àpex o la part superior de la còclea és més amplia i molt més flexible i funciona com a zona de transducció per a sons de baixa freqüència (sons greus).
Deu el seu nom al metge italià Alfonso Corti que va ser el seu descobridor.

## Funció
En condicions d'audició normals, la majoria dels senyals auditius que arriben a l'òrgan de Corti en primer lloc provenen de l'oïda externa. Les ones sonores entren pel canal auditiu i fan vibrar la membrana timpànica (timpà), que fa vibrar tres ossos petits (martell, enclusa i estrep). Com a resultat, es produeix el moviment del fluid coclear. No obstant, l'estimulació també pot produir-se mitjançant la vibració directa de la còclea des del crani, es coneix com a conducció òssia, i estimulen la membrana basilar de la mateixa manera. Les fibres ciliades recullen la vibració de la membrana basilar reproduint el moviment ondulatori del so que es desplaça al llarg de la còclea. Les freqüències altes (sons aguts) provoquen excitació a la zona proximal de la membrana, en canvi, les freqüències baixes (sons greus) ho fan a l'extrem més llunyà (zona distal de la membrana). Les cèl·lules ciliades, per tant, generen patrons diferenciats, característics de cada to (o freqüència).
A través de les vibracions de les estructures de l'orella interna es provoca el desplaçament del líquid coclear i el moviment de les cèl·lules ciliars en l'òrgan del Corti per produir senyals electroquímiques. Aquestes cèl·lules ciliades, no tenen capacitat regeneradora, així quan es lesionen es perd audició de manera irremeiable. A més, amb l'edat, disminueix l'agudesa auditiva dels éssers humans.